# Gare de La Charité
Gare de La Charité vasútállomás Franciaországban, La Charité-sur-Loire településen.

## Vasútvonalak
Az állomást az alábbi vasútvonalak érintik:
- Moret–Lyon-vasútvonal

## Kapcsolódó állomások
A vasútállomáshoz az alábbi állomások vannak a legközelebb:
- Gare de Mesves - Bulcy (Gare de Moret - Veneux-les-Sablons)
- Gare de La Marche (Lyon-Perrache pályaudvar)